# Тихонов, Александр Николаевич (футболист)
Александр Николаевич Тихонов (родился 21 ноября 1963 года) — советский и российский футболист, играл на позиции нападающего.
Автор первого гола в чемпионате России.

## Карьера
С 1981 по 1993 годы выступал за «Ростсельмаш», за исключением сезонов 1986—1988, когда он играл за таганрогское «Торпедо». 29 марта 1992 года в домашнем матче 1-го тура против ярославского Шинника дебютировал за «Ростсельмаш» в играх чемпионата России, выйдя с первых минут, однако был заменён на 70-й минуте встречи на Андрея Федькова, успев за это время оформить дубль. В 1993 году провёл 11 матчей за фарм-клуб. В 1994 году перебрался в финский клуб «Каяанин Хака», однако вскоре вернулся в Ростов-на-Дону, где выступал за СКА и «Источник». Профессиональную карьеру завершил в 1997 году в «Торпедо» из Арзамаса. В 2001 году был одним из тренеров в нижегородском «Локомотиве». В сезоне 2007/2008 играл за мини-футбольный клуб «Единство» (Ростов-на-Дону). С 2000-х годов работает детским тренером команды НОУ ДОД ФШМ «Ростов».